# Queenborough
Queenborough är en småstad och civil parish i grevskapet Kent i sydöstra England. Staden ligger i distriktet Swale på Isle of Sheppey, cirka 3 kilometer söder om Sheerness och cirka 8,5 kilometer norr om Sittingbourne. Tätorten (built-up area) hade 3 918 invånare vid folkräkningen år 2021.